# GM-EMD F7
De GM-EMD F7 was een 1.100 kW sterke dieselelektrische locomotief van de Electro-Motive Division van General Motors en General Motors Diesel.
Hij was de opvolger van de GM-EMD F3, werd geproduceerd tussen februari 1949 en december 1953 en werd opgevolgd door de GM-EMD F9. De eindassemblage vond plaats in de fabriek van GM-EMD in La Grange (Illinois) of in die van GMD in London (Ontario). Hoewel oorspronkelijk bedoeld voor het trekken van goederentreinen werd hij ook gebruikt voor personenvervoer zoals bijvoorbeeld de Super Chief en El Capitan van Santa Fe.
Van de leidende A-eenheden met stuurstand werden er 2.366 en van de blinde booster- of B-eenheden 1.483 gebouwd. De F7 was het vierde model in de succesvolle F-serie locomotieven en verreweg de meestverkochte stuurstandeenheid aller tijden. (De boostereenheid wordt vaak aangeduid als "F7B" terwijl de A-eenheid gewoon "F7" wordt genoemd)
Veel F7's bleven tientallen jaren in dienst omdat maatschappijen ze economisch te exploiteren en onderhouden vonden. De loc was daarentegen niet populair bij het rangeerpersoneel omdat de in- en uitstap moeilijk was en handsignalen van het grondpersoneel bijna onmogelijk te zien waren zonder ver uit het raam te hangen. Aangezien het merendeel van deze locomotieven gekocht en gereden werden voordat tweeweg radioverkeer de standaard werd bij de meeste Amerikaanse spoorwegmaatschappijen, was dit een belangrijk punt van kritiek. In latere jaren met de komst van moderne rangeerlocomotieven werden de meeste F7's gebruikt voor langeafstandsgoederen- en -personenvervoer waarbij onderweg weinig of geen rangeerwerk nodig was.
De F7 kan beschouwd worden als het toppunt van een vrachtdiesel met stuurstand. Hij was alom tegenwoordig op de Noord-Amerikaanse spoorwegen tot de jaren 70 (langer nog in Canada). Hij heeft de beroemdste treinen van Noord-Amerika getrokken.

## Identificatie
Er zijn geen opvallende uiterlijke verschillen tussen de later geproduceerde F3's en de vroege F7's; de ontwikkeling was voornamelijk de onderhuidse elektrische veranderingen. Geen enkele F7 had echter de “kippengaas” ventilatieopeningen van de meeste F3's en geen enkele F3 had de F7-kenmerken zoals beschreven onder Fases.
De F9 onderscheidt zich van de laatste F7's door 5 in plaats van 4 ventilatiepoorten. De toegevoegde poort zit voor de voorste patrijspoort waar een F7 geen louvres heeft. Het grotere vermogen van een F9 kan uiteraard van buiten niet worden gezien.

## Fases
De onderverdeling in fases is gemaakt door treinliefhebbers. EMD maakt dit onderscheid niet en maakt uitsluitend gebruik van de typeaanduiding F7 gevolgd door een serienummer. Tijdens de productie van een model werden door EMD vaak detailaanpassingen gedaan die voor een oppervlakkige beschouwer niet direct duidelijk zijn. Om een onderscheid te maken tussen de diverse varianten van een loc, die fabriekswege dezelfde naam heeft, zijn treinliefhebbers over fases (opvallende veranderingen van een locomotief) gaan spreken.
Hoewel zonder officiële status zijn fasebeschrijvingen nuttig. Veel van de wijzigingen zijn echter makkelijk te wijzigen cosmetische veranderingen: dakventilatoren, panelen, grilles en dergelijke kunnen eenvoudig en werden soms ook gewijzigd of verwisseld. De meeste faseverschillen zijn uitsluitend van toepassing op de A-eenheden; de B-eenheden varieerden veel minder. De F7 wordt normaal gesproken opgedeeld in de volgende fases:

### Fase 1 (vroeg)
Built from February 1949. Upper grille with horizontal openings. Four horizontal louvred openings on center body panel. 36-inch dynamic brake fan, if dynamic brakes fitted. Flush windshield gasket changed to raised in July 1949. Square cab door corners with kick plates on the steps beneath. Wing window short with square corners. Single drip strip over cab windows and door. Square end door window. Round sand filler cover. Rear overhang.

### Fase 1 (laat)
Built from March 1950. Upper grille started out horizontal, as in early Phase I; from March 1951, some locomotives were built with vertical-slotted "Farr-Air" grilles, and by October 1951, all had them. Cab doors became round-cornered, and the kick plates were deleted. The wing windows became larger, with round corners. Two drip strips; one over cab windows, second over door. The end door window became round after November 1950.

### Fase 2
Built from February 1952. All upper grilles vertical "Farr-Air" type. Center car body louvres became vertical-slotted. Sand filler now with a horizontal, rectangular pull handle. From June 1952, 48-inch dynamic brake fans began to be introduced; from October 1952, all dynamic-brake equipped locomotives had them. At that latter date, locomotives no longer had a rear overhang.